# Трителлурид дискандия
Трителлурид дискандия — бинарное неорганическое соединение
скандия и теллура
с формулой Sc2Te3,
чёрные кристаллы.

## Получение
- Нагревание стехиометрических количеств чистых веществ в присутствии следов иода[2]:

{\displaystyle {\mathsf {2Sc+3Te\ {\xrightarrow {1000^{o}C}}\ Sc_{2}Te_{3}}}}

## Физические свойства
Трителлурид дискандия образует чёрные кристаллы нескольких модификаций:
- кубическая сингония, параметры ячейки a = 0,5817 нм, структура типа оксида алюминия;
- тригональная сингония, пространственная группа R 3m, параметры ячейки a = 0,4109 нм, c = 4,059 нм, Z = 4[2][3][4].